# پل فلزی نشتارود
پل فلزی نشتارود مربوط به دوره پهلوی اول است و در شهرستان تنکابن، بخش نشتا، شهر نشتارود، مرکز شهر واقع شده و این اثر در تاریخ ۲۶ اسفند ۱۳۸۶ با شمارهٔ ثبت ۲۱۹۶۰ به‌عنوان یکی از آثار ملی ایران به ثبت رسیده است.